# Hidatsa (volk)

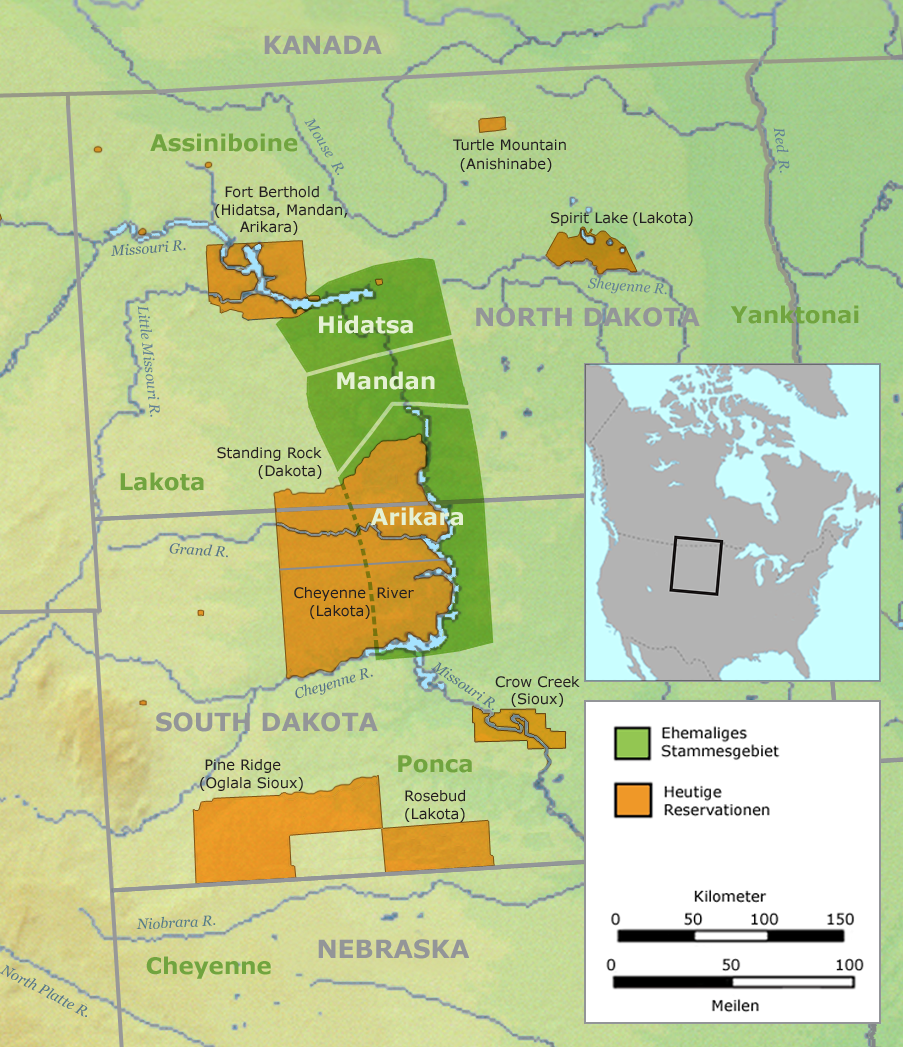
Het gebied van onder meer de Hidatsa ten tijde van het eerste contact met blanken.

De Hidatsa (endoniem: Nuxbaaga) zijn een indiaans volk dat dat aan de bovenloop van de Missouri in de Verenigde Staten woonde, tussen Heart River en Little Missouri River. Ze spraken Hidatsa, een Sioux-Catawbataal die tegenwoordig nauwelijks meer gesproken wordt. Cultureel gezien behoren ze tot de prairie-indianen.
De Hidatsa leefden van het verbouwen van mais, bonen en squash, en van de jacht op bizons. Ook tabak werd verbouwd, en verhandeld met omringende volken.
Tegen het einde van de 18e eeuw telde het Hidatsavolk ongeveer 2000 leden. In de jaren 1837 en 1838 trof een pokkenepidemie de Hidatsa, waardoor hun aantal daalde tot 500 personen. Ze verenigden zich met de Mandan, en later voegden ook de Arikara zich bij hen. Sinds 1870 bewonen de drie volken het Fort Berthold Reservation. Tegenwoordig zijn ze federaal erkend als de Mandan, Hidatsa & Arikara Nation, die 13.000 leden telt.